# Jorge Goeters
Jorge Goeters (Cidade do México, 26 de junho de 1970) é um piloto mexicano de automobilismo que competiu na extinta Champ Car pela equipe PKV Racing em 2005, e que também disputou provas da NASCAR. Competiu ainda na Indy Lights, na Fórmula 2 Mexicana e na A1 Grand Prix.
Esteve envolvido no acidente que matou o piloto Carlos Pardo, que, ao sofrer um toque do carro de Goeters, o fez perder o controle e bater em um muro a mais de 200 km/h, matando-o logo em seguida.